# 여수 구 청년회관
여수 구 청년회관(麗水 舊 靑年會館)은 대한민국 전라남도 여수시 관문동에 있는 일제강점기의 건축물이다. 2002년 5월 31일 대한민국의 국가등록문화재 제31호로 지정되었다.

## 개요
일제 강점기에 여수 청년들이 조직한 사회 운동 단체 '맞돕회'가 건립한 회관이다. 서울에 유학하다 3·1운동 때 퇴학을 당하여 고향에 온 학생들은 1921년 김백평을 중심으로 청년들이 맞잡고 돕고 살자는 의미의 맞돕회를 조직하였다. 이들은 노비 문서 소각, 문맹 퇴치 운동 등을 하며 맞돕회 쌀집, 맞돕회 이발소 등을 운영하여 활동 경비를 댔다. '덕지'라는 정수지를 구입하여 메우고, 당시 우편국으로 사용되던 진남관 왼쪽 건물의 철거 현장에서 건축 자재를 마련한 다음, 천일화학 김영준의 도움을 받아 회관을 짓고 '청년회관'으로 이름을 정했다.
철근 콘크리트로 지은 1층 건물 위에 전통 건축물을 앉힌 독특한 모습으로, 여느 전통 건축물과는 다른 품격을 지니고 있다. 또한 일제 강점기에 철거된 전통 건축물을 활용하여 지었다는 점에서도 그 의미가 크다. 이 지역의 항일 운동의 면모를 살펴볼 수 있는 중요한 건축물이다.

## 같이 보기
- 여수 진남관

## 참고 자료
- 여수 구 청년회관 - 국가유산청 국가유산포털